# Малая Юрманга
Малая Юрманга — река в России, протекает по Бабушкинскому району Вологодской области. Устье реки находится в 10 км от устья Юрманги по правому берегу. Длина реки составляет 12 км.
Исток находится в болотах в 12 км к северо-востоку от Села имени Бабушкина. Малая Юрманга течёт через леса на юг, после впадения Заржаники поворачивает на запад. Притоки — Талица (правый), Заржаника (левый). Населённых пунктов на реке нет.

## Данные водного реестра
По данным государственного водного реестра России относится к Двинско-Печорскому бассейновому округу, водохозяйственный участок реки — Северная Двина от начала реки до впадения реки Вычегда, без рек Юг и Сухона (от истока до Кубенского гидроузла), речной подбассейн реки — Сухона. Речной бассейн реки — Северная Двина.
Код объекта в государственном водном реестре — 03020100312103000008367.